# Cirey-lès-Mareilles

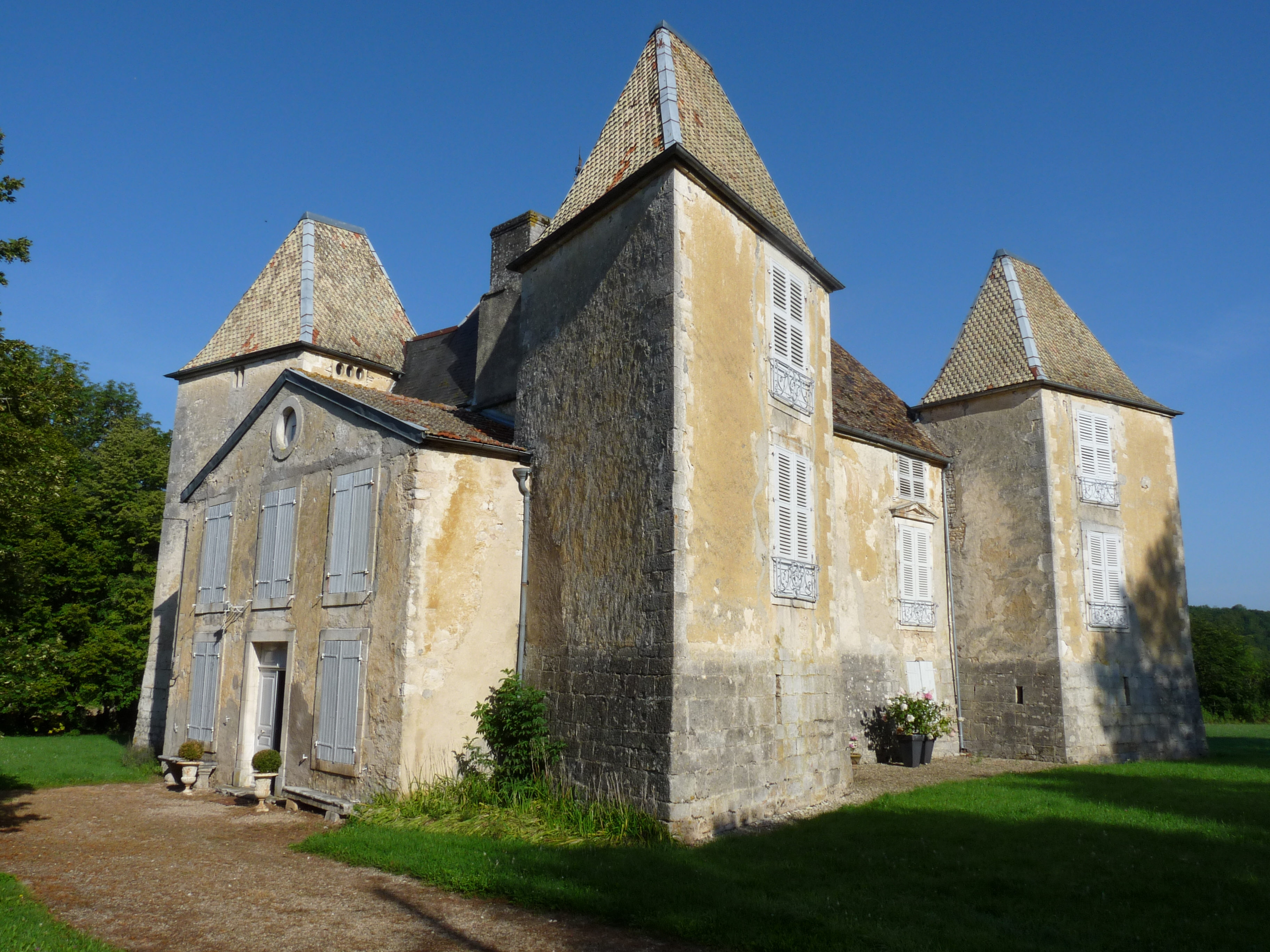
Kasteel

Cirey-lès-Mareilles is een gemeente in het Franse departement Haute-Marne (regio Grand Est) en telt 101 inwoners (1999). De plaats maakt deel uit van het arrondissement Chaumont.

## Geografie
De oppervlakte van Cirey-lès-Mareilles bedraagt 15,6 km², de bevolkingsdichtheid is 6,5 inwoners per km².
De onderstaande kaart toont de ligging van Cirey-lès-Mareilles met de belangrijkste infrastructuur en aangrenzende gemeenten.

## Demografie
Onderstaande figuur toont het verloop van het inwonertal (bron: INSEE-tellingen).